# Coelichneumon neocretatus
Coelichneumon neocretatus är en stekelart som beskrevs av Heinrich 1961. Coelichneumon neocretatus ingår i släktet Coelichneumon och familjen brokparasitsteklar. Inga underarter finns listade i Catalogue of Life.